# Mina Kimes
Mina Mugil Kimes (née le 8 septembre 1985 à Omaha au Nebraska aux États-Unis)  est une journaliste et commentatrice sportive américaine pour ESPN.

## Biographie
Kimes commence sa carrière à Fortune dans le journalisme d'affaire après avoir gradué summa cum laude de Yale en 2007. En 2013, elle rejoint Bloomberg News. En 2015, alors que Kimes travaille pour Bloomberg où elle écrit sur le monde des affaires, elle est recrutée par Chris Millman pour rejoindre le magazine sportif d'ESPN,. Elle n'a alors aucune expérience journalistique dans le milieu sportif. Entourée par d'ancien joueurs et entraineurs de la NFL, elle sort également du lot en étant une femme d'origine asiatique, mais aussi par sa méthodologie plus académique. Néanmoins, elle gravit rapidement les échelons et est décrite comme une figure de proue d'une nouvelle approche du journalisme sportif basé sur les données analytiques.
À la lancée du programme NFL Live en 2020, Kimes est nommée comme présentatrice en compagnie de Dan Orlovsky, ancien quaterback de la NFL. En septembre 2023, Kimes signe un nouveau contrat d'une valeur de 1 700 000$ par année pour rester à ESPN ainsi qu'une entente avec Omaha Production pour son podcast.

## Vie personnelle
Le père de Kimes, Peter Kimes, est originaire de Seattle. Il est engagé dans la United States Air Force à la naissance de Kimes. C'est grâce à ce dernier qu'elle a développé une affection pour les équipes sportives de la ville de Seattle malgré n'y avoir jamais vécu. Il a rencontré la mère de Kimes, Sun Min, alors qu'il est stationné en Corée du Sud. Elle a un chien, Lenny, d'après qui le podcast de Kimes est nommé.
Kimes est mariée au producteur de music Nick Sylvester. Le couple a annoncé être en attente de leur premier enfant en 2023 durant la cérémonie des ESPY Awards.